# Грианте
Грианте (итал. Griante) — коммуна в Италии, располагается в регионе Ломбардия, в провинции Комо.
Население составляет 695 человек (2008 г.), плотность населения составляет чел./км². Занимает площадь 6 км². Почтовый индекс — 22011. Телефонный код — 0344.
Покровителем коммуны почитаются святые Набор и Феликс, празднование 12 июля.

## Демография
Динамика населения:

## Администрация коммуны
- Официальный сайт: